# Radovan Hromádko
Radovan Hromádko (Náchod, 16 maggio 1969) è un ex calciatore ceco, di ruolo centrocampista.

## Palmarès

### Club

#### Competizioni nazionali
- Česka fotbalová liga: 1

Jablonec: 1991-1992
- Druhá liga: 1

Jablonec: 1993-1994
- Coppa della Repubblica Ceca: 1

Jablonec: 1997-1998